# Oroszlánliget
Az Oroszlánliget (hagyományos kínai: 獅子林園, egyszerűsített kínai írás: 狮子林园, pinjin, hangsúlyjelekkel: Shī Zǐ Lín Yuán) a négy leghíresebb hagyományos kínai kert egyike Szucsou (Suzhou) városában. (A másik három kiemelt fontosságú kert a Hálók mesterének kertje, a Szerény hivatalnok kertje és a Megmaradt kert.) 1997-ben lett a világörökség része. Különlegessége a szokatlanul sok, a közeli Taj-tóból gyűjtött sziklaalakzat, amelyek némi fantáziával a Kínában oly népszerű kőoroszlánra emlékeztetnek. A kertben ezekből labirintus és barlang is épült.

## Története

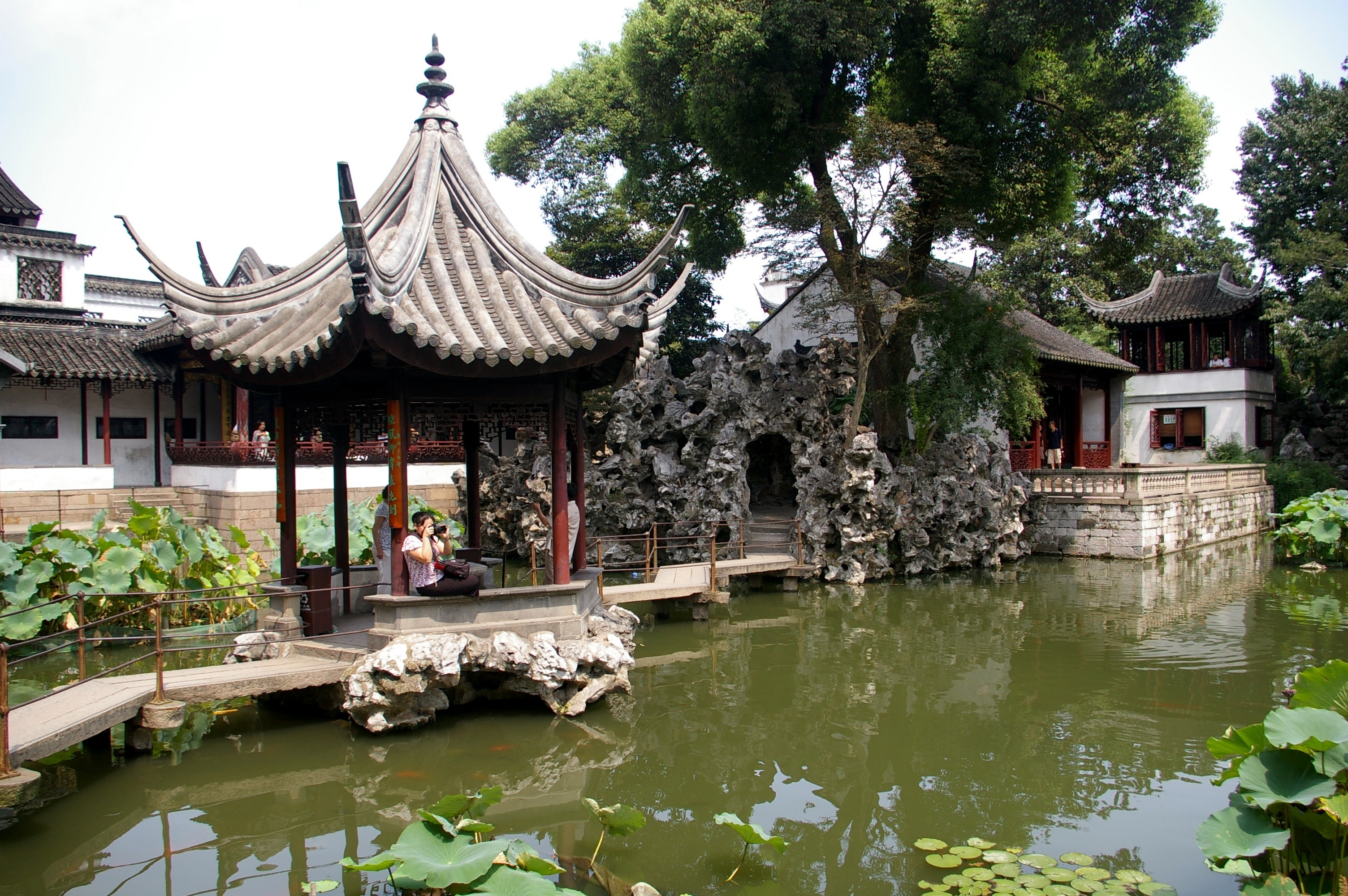
Az Oroszlánliget részlete

Korábban sok hasonló sziklakert volt Szucsou (Suzhou)ban, közülük ez az egy maradt fenn. 1342-ben, a Jüan-dinasztia (Yuan-dinasztia) idején építtette egy zen buddhista szerzetes, Ven Tien-zsu (Wen Tianru), az egyházi felettese, Csungfeng (Zhongfeng) apát emlékére. Ekkoriban a terület egy buddhista ortodox monostorhoz tartozott. Az elnevezése egy korai Mahájána buddhista szent szövegre is utal, valamint arra a szent hegyre, ahol a nevezett apát eljutott a nirvána állapotába. 
Eredetileg a 6670 m²-es kertet sziklák és bambusz borította. Az alapító halála után romlásnak indult, de 1589-ben egy másik buddhista szerzetes újjáépítette. 1771-ben új tulajdonos és új átépítés következett, amelynek eredményeképpen a kert neve az „Öt fenyő kertje” lett. 1850-től megint a romlás korszaka következett, majd 1926-ra újabb renoválás, de az sziklák és az épületek nagy része megmaradt. 1949-ben államosították, majd 1956-ban megnyitották a nagyközönség előtt.
A kert már nagy ismertséget szerzett az egész országban. Ni Can (Ni Zan), a neves festő már 1373-ban festményt készített róla. 1703-ban meglátogatta a kertet Kang-hszi kínai császár (Kangxi kínai császár), majd 1765-ben utódja, Csien-lung kínai császár (Qianlong kínai császár), aki egy saját kalligráfiájával díszített, „igazi öröm” feliratú táblát ajándékozott a kertnek. Csien-lung (Qianlong) elkészíttette a kert másolatát a pekingi Nyári Palota és a Csengtöi nyári rezidencia területén is.

## Leírása
A jelenleg 1,1 hektáros kert két fő részből áll:  a lakóépületek csoportjából valamint a központi tó körüli sziklakertből. 22 épület, 25 díszes felirat, 71 kőoszlop is van a kertben. 13 ősi fa maradt meg, némelyikük még a Jüan (Yuan)-dinasztia idejéből származik.
A fő nevezetesség az 1154 m²-en épült három dimenziós sziklakert, amelyben három szinten, nyolc ösvényen át érhető el 21 barlang. A sziklakertet a tó két részre osztja. A labirintusban számos szikla ismert hegyeket „személyesít” meg, amelyekhez népi legendák is fűződnek. 

## Fordítás
Ez a szócikk részben vagy egészben  a   Lion Grove Garden című angol Wikipédia-szócikk ezen változatának fordításán alapul.  Az eredeti cikk szerkesztőit annak laptörténete sorolja fel. Ez a jelzés csupán a megfogalmazás eredetét és a szerzői jogokat jelzi, nem szolgál a cikkben szereplő információk forrásmegjelöléseként.